# Emílie Nedvídková
Emílie Nedvídková, provdaná Sládková (16. listopadu 1851 Počátky – 19. srpna 1874) byla první manželka českého básníka Josefa Václava Sládka.

## Život

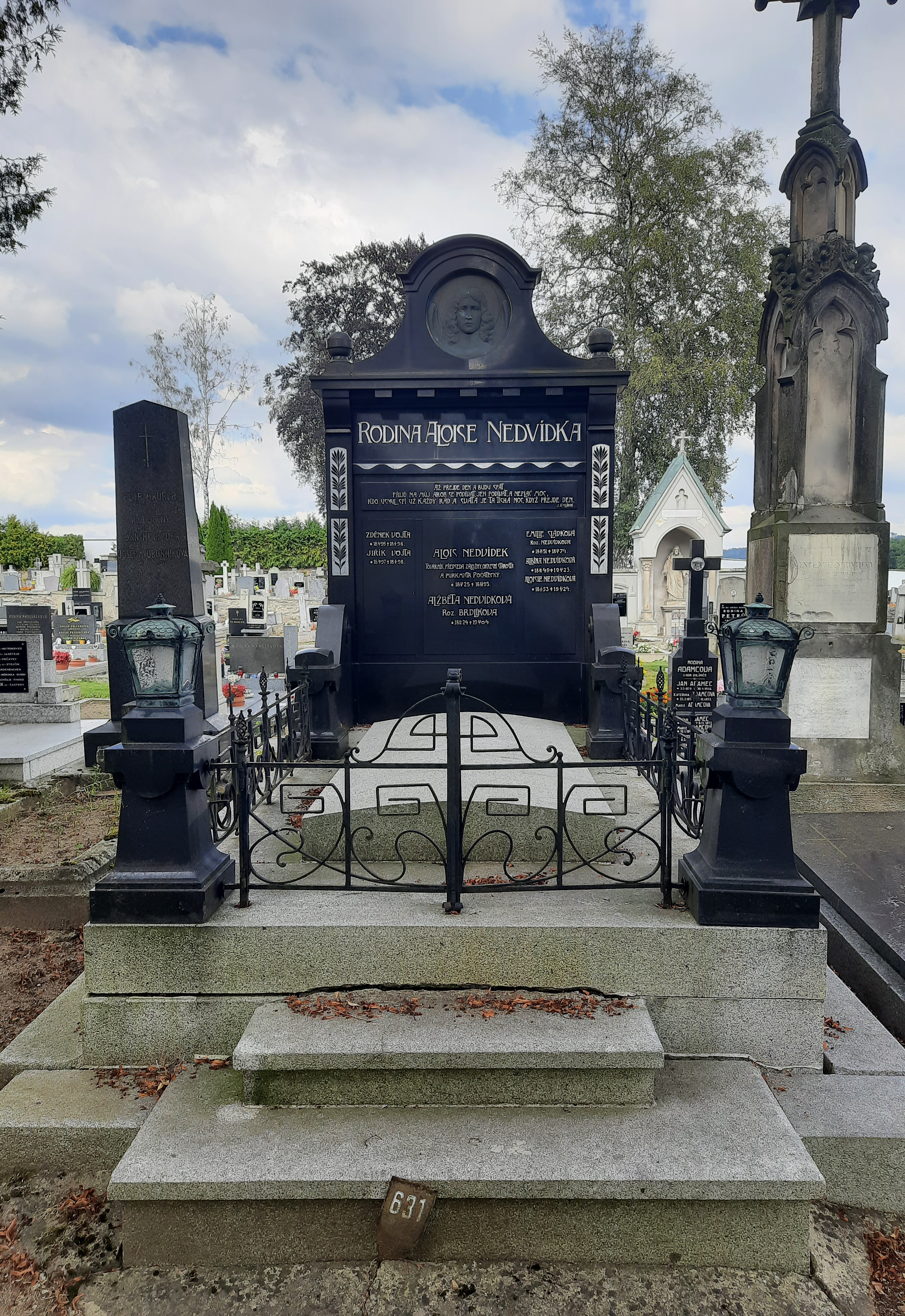
Hrobka rodiny Nedvídkovy na hřbitově v Počátkách

Emílie se narodila 16. listopadu 1851 v Počátkách jako dcera měšťana a soukeníka Aloise Nedvídka (1825–1893) a Alžběty, rozené Brdlíkové (1824–1904). Básník Sládek – ve snaze zajistit své vyvolené lepší existenční podmínky – podnikl v letech 1868–1870 cestu do USA. Jejich svatba se uskutečnila 15. září 1873 v kostele sv. Jana Křtitele v Počátkách. O rok později, 19. srpna 1874, umírá Emílie předčasně po porodu mrtvého dítěte v Praze ve věku 22 let. Pohřbena byla v rodinné hrobce na městském hřbitově v Počátkách.

## Náhrobní nápis
Sládkův text věnovaný zesnulé manželce Emílii na její hrob:
| „ | Až přijde den a budu spát, přijď na můj hrob se podívat, jen podívat a neplač moc, kdo usnuls, spí už každý rád a svatá je ta tichá noc, když přejde den. | “ |